# HD 161420
HD 161420 è una stella di magnitudine 6,1 situata nella costellazione dell'Altare. Dista 172 anni luce dal sistema solare.

## Osservazione
Si tratta di una stella situata nell'emisfero celeste australe. La sua posizione è fortemente australe e ciò comporta che la stella sia osservabile prevalentemente dall'emisfero sud, dove si presenta circumpolare anche da gran parte delle regioni temperate; dall'emisfero nord la sua visibilità è invece limitata alle regioni temperate inferiori e alla fascia tropicale. La sua magnitudine pari a 6,1 la pone al limite della visibilità ad occhio nudo, pertanto per essere osservata senza l'ausilio di strumenti occorre un cielo limpido e possibilmente senza Luna.
Il periodo migliore per la sua osservazione nel cielo serale ricade nei mesi compresi fra maggio e settembre; nell'emisfero sud è visibile anche per gran parte della primavera, grazie alla declinazione boreale della stella, mentre nell'emisfero sud può essere osservata limitatamente durante i mesi estivi boreali.

## Caratteristiche fisiche
La stella è una subgigante bianca; con il 64% di massa in più del Sole e un'età che ha passato il miliardo di anni, sta terminando, o lo farà su scale temporali astronomiche relativamente brevi, l'idrogeno da convertire in elio all'interno del suo nucleo, per questo motivo è classificata come subgigante, stadio evolutivo precedente a quello di gigante, tappa finale nell'evoluzione stellare prima che stelle di piccola massa (come anche il Sole) terminino la loro esistenza trasformandosi in nane bianche.
Possiede una magnitudine assoluta di 2,56 e la sua velocità radiale negativa indica che la stella si sta avvicinando al sistema solare.